# Torneo de Reserva 2013-14
El Torneo de Reserva 2013-14 fue la septoagésimo tercera edición del certamen organizado por la Asociación del Fútbol Argentino. Participaron un total de 20 equipos, todos participantes de la Primera División 2013-14.
Los nuevos participantes fueron: Rosario Central, que regresó tras su última participación en la temporada 2009-10; Gimnasia y Esgrima La Plata, que volvió tras su última intervención en la temporada 2010-11; y Olimpo, que regresó tras su última participación en la temporada 2011-12.
El torneo consagró campeón por cuarta vez en su historia a Rosario Central, tras vencer 4 a 0 a Argentinos Juniors, siendo segundo River Plate que venció en la última fecha a Quilmes por 5 a 0.

## Equipos participantes
Los 20 equipos que participaron en la edición son:
| Equipo              | Ciudad       | Estadio                             | Capacidad |
| ------------------- | ------------ | ----------------------------------- | --------- |
| All Boys            | Buenos Aires | Islas Malvinas                      | 12.199    |
| Argentinos Juniors  | Buenos Aires | Diego Armando Maradona              | 25.000    |
| Arsenal             | Sarandí      | Julio Humberto Grondona             | 16.300    |
| Atlético de Rafaela | Rafaela      | Nuevo Monumental                    | 20.000    |
| Belgrano            | Córdoba      | Gigante de Alberdi                  | 28.000    |
| Belgrano            | Córdoba      | Mario Alberto Kempes                | 57.000    |
| Boca Juniors        | Buenos Aires | Alberto J. Armando                  | 49.000    |
| Colón               | Santa Fe     | Brigadier General Estanislao López  | 47.000    |
| Estudiantes         | La Plata     | Ciudad de La Plata                  | 53.000    |
| Gimnasia y Esgrima  | La Plata     | Juan Carmelo Zerillo                | 21.500    |
| Godoy Cruz          | Godoy Cruz   | Malvinas Argentinas                 | 40.268    |
| Lanús               | Lanús        | Ciudad de Lanús - Néstor Díaz Pérez | 46.519    |
| Newell's Old Boys   | Rosario      | Marcelo Bielsa                      | 38.095    |
| Olimpo              | Bahía Blanca | Roberto Natalio Carminatti          | 20.000    |
| Quilmes             | Quilmes      | Centenario Dr. José Luis Meiszner   | 33.000    |
| Racing              | Avellaneda   | Presidente Perón                    | 50.000    |
| River Plate         | Buenos Aires | Monumental Antonio Vespucio Liberti | 61.321    |
| Rosario Central     | Rosario      | Gigante de Arroyito                 | 41.654    |
| San Lorenzo         | Buenos Aires | Pedro Bidegain                      | 43.963    |
| Tigre               | Victoria     | José Dellagiovanna                  | 30.000    |
| Vélez Sarsfield     | Buenos Aires | José Amalfitani                     | 49.540    |

### Distribución geográfica de los equipos
| Región                                   | Cant. | Equipos                                                                                |
| ---------------------------------------- | ----- | -------------------------------------------------------------------------------------- |
| Ciudad de Buenos Aires                   | 6     | All Boys, Argentinos Juniors, Boca Juniors, River Plate, San Lorenzo y Vélez Sarsfield |
| Conurbano bonaerense                     | 5     | Arsenal, Lanús, Quilmes, Racing y Tigre                                                |
| Provincia de Santa Fe                    | 4     | Atlético de Rafaela, Colón, Newell's Old Boys y Rosario Central                        |
| Ciudad de La Plata                       | 2     | Estudiantes y Gimnasia y Esgrima                                                       |
| Interior de la provincia de Buenos Aires | 1     | Olimpo                                                                                 |
| Provincia de Córdoba                     | 1     | Belgrano                                                                               |
| Provincia de Mendoza                     | 1     | Godoy Cruz                                                                             |

## Tabla de posiciones
| Pos. | Equipo                   | Pts. | PJ | PG | PE | PP | GF | GC | Dif. |
| ---- | ------------------------ | ---- | -- | -- | -- | -- | -- | -- | ---- |
| 1.º  | Rosario Central          | 76   | 38 | 22 | 10 | 6  | 76 | 34 | 42   |
| 2.º  | River Plate              | 75   | 38 | 21 | 12 | 5  | 64 | 33 | 31   |
| 3.º  | Racing                   | 67   | 38 | 20 | 7  | 11 | 64 | 52 | 12   |
| 4.º  | Boca Juniors             | 64   | 38 | 19 | 7  | 12 | 55 | 41 | 14   |
| 5.º  | Vélez Sarsfield          | 61   | 38 | 17 | 10 | 11 | 54 | 41 | 13   |
| 6.º  | Argentinos Juniors       | 59   | 38 | 16 | 11 | 11 | 57 | 48 | 9    |
| 7.º  | Belgrano                 | 58   | 38 | 15 | 13 | 10 | 61 | 52 | 9    |
| 8.º  | Arsenal                  | 53   | 38 | 14 | 11 | 13 | 46 | 46 | 0    |
| 9.º  | Newell's Old Boys        | 51   | 38 | 14 | 9  | 15 | 54 | 47 | 7    |
| 10.º | Colón                    | 51   | 38 | 14 | 9  | 15 | 53 | 60 | −7   |
| 11.º | Atlético de Rafaela      | 50   | 38 | 14 | 8  | 16 | 51 | 62 | −11  |
| 12.º | Lanús                    | 49   | 37 | 12 | 13 | 12 | 51 | 47 | 4    |
| 13.º | Gimnasia y Esgrima LP    | 45   | 38 | 11 | 12 | 15 | 33 | 39 | −6   |
| 14.º | Tigre                    | 44   | 37 | 12 | 8  | 17 | 52 | 58 | −6   |
| 15.º | San Lorenzo de Almagro   | 44   | 37 | 11 | 11 | 15 | 31 | 39 | −8   |
| 16.º | Estudiantes LP           | 41   | 38 | 11 | 8  | 19 | 39 | 49 | −10  |
| 17.º | Godoy Cruz Antonio Tomba | 39   | 37 | 11 | 6  | 20 | 39 | 66 | −27  |
| 18.º | All Boys                 | 39   | 38 | 9  | 12 | 17 | 35 | 46 | −11  |
| 19.º | Quilmes                  | 39   | 38 | 9  | 12 | 17 | 41 | 60 | −19  |
| 20.º | Olimpo                   | 31   | 38 | 8  | 7  | 23 | 37 | 73 | −36  |

### Resultados
| Godoy Cruz              | 1 - 2 | Argentinos Juniors  | 2 de agosto  |
| Arsenal                 | 1 - 2 | Estudiantes (LP)    | 2 de agosto  |
| All Boys                | 0 - 1 | Atlético de Rafaela | 3 de agosto  |
| Tigre                   | 2 - 0 | Vélez Sarsfield     | 3 de agosto  |
| Colón                   | 2 - 0 | Racing Club         | 3 de agosto  |
| San Lorenzo             | 3 - 1 | Olimpo              | 4 de abril   |
| Lanús                   | 1 - 1 | Belgrano            | 4 de abril   |
| Gimnasia y Esgrima (LP) | 0 - 0 | River Plate         | 4 de abril   |
| Rosario Central         | 2 - 1 | Quilmes             | 5 de agosto  |
| Boca Juniors            | 1 - 1 | Newell's Old Boys   | 13 de agosto |

## Goleadores
| Jugador          | Goles | Equipo             |
| ---------------- | ----- | ------------------ |
| Facundo Castro   | 16    | Racing             |
| Walter Acuña     | 14    | Rosario Central    |
| Lautaro Rinaldi  | 13    | Argentinos Juniors |
| Federico Vázquez | 13    | Vélez Sarsfield    |